# 洛伊·O·迪士尼
洛伊·奧利弗·迪士尼 （英語：Roy Oliver Disney，1893年6月24日－1971年12月20日）是華特·迪士尼的三哥，華特迪士尼公司共同創辦人兼首任執行長。
洛伊·奧利弗·迪士尼和他的弟弟華特·迪士尼共同创办了华特迪士尼公司，成為全球著名的企业家，在1929年-1971年担任總裁與執行長職務，終其一生在幕後輔佐弟弟華特散播夢想與歡樂的希望得以實現，並掌理迪士尼事業躲過無數危機，使其順利成長茁壯得以在全球發揚光大。1925年4月和埃德娜·弗朗西斯（Edna Francis）结婚，1930年1月10日他的儿子洛伊·愛德華·迪士尼（Roy Edward Disney）出生。
众所周知，華特·迪士尼是一个梦想家和创意天才，而洛伊·迪士尼则是经营公司的高手，是他保证了迪士尼公司财务和各个部门有效的稳定运转。華特·迪士尼去世後，洛伊·奧利弗·迪士尼努力让迪士尼世界度假区开幕，并为了纪念他的弟弟将度假区更改名字为华特迪士尼世界（Walt Disney World）。1971年10月华特迪士尼世界度假区开幕之後，他選擇退休，可是两个月後，他由于积劳成疾，死于脑溢血。
在佛州华特迪士尼世界度假区神奇王国可以看到洛伊·奧利弗·迪士尼的塑像和米妮坐在一起。

## 生平

### 迪士尼事業
华特·迪士尼搬到堪薩斯城裡開展一生的藝術工作事業，此時洛伊正在銀行上班，透過洛伊朋友的引薦，华特得到一份在藝術工作室的工作，工作內容是替報紙、雜誌、戲院製作廣告，成立影片公司破産後, 华特決定前往成功發展中的娛樂工業中心加州好萊塢求發展，但發覺影片界發展不會順利後，便回到動畫領域，华特在好萊塢第一個卡通工作室就位於伯父羅伯特家的車庫。
华特極力尋求洛伊的協助，此時洛伊正因肺結核在洛杉磯的一家退伍軍人醫院療養。华特非常誠心地請求三哥能到這家草創的工作室幫忙。表示如果欠缺他的協助，財務上將無法維持收支的正常，洛伊最終答應了他，並和他一起離開醫院。洛伊日後並未再回到這家醫院，而肺結核也未曾復發。在迪士尼的邀請下一些昔日的工作夥伴和家人陸續由堪薩斯城移居到好萊塢，有"愛麗絲的幻想世界"的人物主角，和先前創業夥伴，形成初期的「迪士尼兄弟工作室」。
他們兩人同時是打造迪士尼王國的靈魂人物，要是沒有這位不愛搶鋒頭的三哥，華特迪士尼的夢想永遠沒有實現的一天。
如果說华特·迪士尼是一位夢想家，那麼洛伊·迪士尼就是一位實務家，當華特毫無忌憚地揮霍他的狂想，洛伊則是汲汲營營地在幕後籌措經費，就是因為有這位幕後的大掌櫃，華特才不致破產。華特迪士尼一向是以「只要我喜歡，有什麼不可以」的心態來拍片；對於某場戲，他會為了突然蹦出的靈感，而決定放棄已接近完工的部分重新拍攝，往往預算總是以驚人的速度攀升，洛伊為此總是被搞得焦頭爛額，所以兄弟間常常為此起意見爭執。
30年代晚期，拍攝第一部動畫片《白雪公主》時，由於華特的狂想及對狂想的堅持，製作預算已經攀升到美金150萬，連片場都已經抵押給銀行了，不料接近最後完工之際，華特觀看影片發現最後王子親吻白雪公主時，王子居然晃動了一下，這是因為當初拍攝時沒有處理得很好，華特希望重拍此段，為此又要再追加好幾千元的預算，洛伊知道後全力反對：「休想！就讓那個王子去晃動吧！」所以，最後完全的作品中，王子親吻白雪公主時還是晃動了一下。
華特與洛伊兩兄弟為了電影製作預算爭執，每回一吵就是天翻地覆，但是吵過以後總又能雨過天晴不致絕裂，這當中好幾次居間協調的就是華特夫人莉莉蓮（Lillian）、洛依夫人艾德娜（Edna）了，然而，他們兄弟兩人相信本身對於對方也都有一種自處之道。有一回華特與洛伊又吵得不可開交最後不歡而散，洛伊先行離場，一位員工就在洛伊走後向華特迪士尼說洛伊的壞話，華特一聽立刻正色對那位員工說：「你給我聽好!起爭執是我們兄弟兩的事，外人管不了...還有，沒有洛伊就沒有華特迪士尼公司，你最好認清這個事實！」由此可以看出，儘管他們兄弟倆總是會為了公司意見不合，但還是珍惜彼此的情誼。
洛伊在WDW開幕致詞堅持把名字由迪士尼世界改為華特迪士尼世界，在華特迪士尼去世的前幾年之間，他把重心都放在籌劃佛羅里達州的新樂園迪士尼世界，當他染上肺癌不得不躺在病床上時，還望著天花板的方格，利用方格來規劃以未來社區為概念的EPCOT中心。
1966年12月15日上午9點35分，華特迪士尼與世長辭。華特走後，洛伊不顧自己本身的疾病，一心只想完成弟弟生前的遺願。
1971年10月1日，佛羅里達州迪士尼世界的第一部分神奇王国終於正式對外開幕，洛伊堅持把樂園的名字由原本迪士尼世界改為華特迪士尼世界（Walt Disney World），以紀念他一世相扶持的弟弟。樂園開幕的兩個月後，洛伊也因為腦溢血離開了人間。

## 名言
「当你了解自己的价值后，决定就容易了。」（It's easy to make decisions once you understand your values.）

## 另見
- 洛伊·E·迪士尼
- 迪士尼家族